# Johann Franz Krieger
Johann Franz Krieger (1802 in Königsberg – 7. Februar 1842) war ein deutscher Theaterschauspieler.

## Leben
Krieger musste Kaufmann werden, aber seine entschiedene Neigung für die Bühne trieb ihn zur Kunst. Gegen den Willen seiner Eltern ließ er sich ei der Güntherschen Gesellschaft in Gumbinnen aufnehmen. Als Debütant teilte man ihm den „Conjo Hoangho“ in Körners Toni zu.
Allein kläglich und tragikomischer hat wohl niemand seine Laufbahn begonnen als er. Als sein Stichwort fiel und er auf die Szene sollte, befiel ihn eine so entsetzliche Angst, dass er vor dem Publikum kein Wort hervorbringen konnte. Ja selbst die Beine versagten den Dienst. Er stolperte über den Souffleurkasten und blieb fast betäubt liegen. Die Zuschauer glaubten, er sei betrunken und es entstand ein arger Theaterskandal. Der Direktor brachte ihn endlich zu sich, allein er rannte wie er war, kostümiert und geschminkt auf und davon und kehrte reumütig nach Königsberg zur Handlung zurück.
Zwei Jahre währte die Reue, doch dann brach die Liebe zum Theater mit doppelter Macht hervor. Er glaubte zum Liebhaber geschaffen zu sein und trat, um nicht vor Beängstigung eine ähnliche Szene wie vor zwei Jahren aufzuführen, zuerst in ganz kleinen Nebenrollen auf. Nach und nach wurde er mit dem Theater vertraut und spielte zweite Liebhaber, jedoch ohne Beifall.
Da wollte es der Zufall, dass ein Komiker erkrankte und er seine Rolle übernehmen musste. Und dieser Zufall entschied über seine Karriere. Er gefiel außerordentlich und wendete sich sofort dem komischen Fache zu. Nachdem er in Reval, Königsberg, Schwerin, Altona, Freiburg, Aachen und Erfurt vorübergehend, aber mit vielem Glück engagiert war, wurde er ans Hoftheater Weimar für das von Carl von La Roche erledigte Fach engagiert.
Auch hier gefiel er vor allen Dingen in komisch chargierten Rollen und verblieb daselbst bis zu seinem Tode am 7. Februar 1842.
Nachdem er eine hohe Beliebtheit in seinen komischen Rollen erzielt hatte, versuchte er sich auch auf Zureden wohlwollender Freunde in Charakter- und Intrigantenrollen und auch in diesem Fache wirkte er überaus verdienstlich, so dass dieser treffliche Künstler den „Mephisto“ und „Franz Moor“ zu seinen vorzüglichsten Rollen zählen konnte.